# Аннетт Бенінг
Аннетт Керол Бенінґ (англ. Annette Carol Bening; нар. 29 травня 1958) — американська акторка. Володарка премій «Золотий глобус» та BAFTA, а також п'ятиразова номінантка на премію «Оскар» (1991, 2000, 2005, 2011, 2024).
Найвідоміша за участь у фільмах «Багсі», «Любовна історія», «Марс атакує!», «Краса по-американськи», «Театр», «Жінки» та «Дітки в порядку».

## Раннє життя
Народилася у Топіці (штат Канзас) молодшою з чотирьох дітей. Мати, Ширлі Ешлі, працювала співачкою у церкві. Батько, Арнетт Грант Бенінг, був консультантом з продажу та страховим агентом. Крім Аннетт, у родини росли її сестра Джейн і два брати Бредлі та Байрон.
Раннє дитинство Бенінг провела у Вічиті, куди її сім'я переїхала 1959 року. Вперше дебютувала на сцені у мюзиклі «Звуки музики». 1975 року закінчила школу Patrick Henry High School, де вивчала драму. Також навчалася у коледжі San Diego Mesa College та Університеті штату в Сан-Франциско.

## Кар'єра
Бенінг дебютувала у кіно з незначною роллю у комедії «Добре на природі». Проте вже за два роки вона зробила прорив у кримінальній драмі «Кидали», у якому також знімалися Джон К'юсак та Анжеліка Г'юстон. Акторка заробила перші номінації на «Оскар» та BAFTA.
1991 року Бенінг знялася у фільмі "Багсі " разом з Ворреном Бітті, який спродюсував картину та знявся у головній ролі. За перевтілення у Вірджинію Гілл, коханку гангстера 30-40-х Баґсі Сигела, Бенінг отримала номінацію на «Золотий глобус». 1994 року вже одружені Бенінг та Бітті знову працювали разом у драмі «Любовна історія». Надалі акторка продовжувала активно зніматися у кіно, з'явившись у фільмах «Річард III», «Американський президент» (номінація на «Золотий глобус»), «Марс атакує!» і «Облога».
Найбільшим критичним та комерційним успіхом у її кар'єрі став фільм 1999 року «Краса по-американськи». Бенінг зіграла Керолайн Бернем, дружину головного героя, амбітну та давно нещасливу у шлюбі жінку. Фільм був удостоєний безлічі престижних нагород, а Аннетт була удостоєна премії Гільдії кіноакторів США і BAFTA. Також акторка знову висувалася на «Оскар» та «Золотий глобус», але поступилася перемогою Гіларі Свонк.
Після кількох прохідних картин та невеликої перерви у кар'єрі Бенінг повернулася у кіно в образі зірки театру Джулії Ламберт у комедійній драмі «Театр». Хоча фільм зібрав невелику касу, критики схвалили гру акторки, назвавши її «яскравою» та «енергійною». Бенінг отримала свій перший «Золотий глобус» і черговий раз висувалася на «Оскар», який знову виборола Гіларі Свонк. Через рік вона з'явилася у телефільмі «Місіс Гарріс», за роль у якому номінувалася на «Еммі» та «Золотий глобус».
2006 року Аннетт Бенінг з'явилася у фільмі «На гострій грані». Хоча комедійна драма була погано оцінена критикою, її акторську гру знову високо оцінили, за що вона отримала нову номінацію на «Золотий глобус».
Після провалу фільму «Жінки» (2008) Бенінг знялася у незалежному фільмі «Мати та дитя», який був позитивно оцінений критикою. У наступному фільмі «Дітки в порядку» Аннетт Бенінг разом з Джуліанною Мур зіграли лесбійську пару, яка виховує двох дітей. Критики не переставали дивуватися акторській грі Бенінг, а деякі з них відзначили, що «вона заслуговує» на Оскар «за свою блискучу роль». На 68-й церемонії «Золотого глобуса» Бенінг отримала другу статуетку, а також вчетверте була номінована на «Оскар».

## Особисте життя
1984 року Бенінг одружилася з хореографом Джеєм Стівеном Вайтом. 1991 року вони розлучилися.
З 1992 року одружена з актором та режисером Ворреном Бітті. У цьому шлюбі народила чотирьох дітей: Кетлін Елізабет Бітті (08.01.92), Бенджамін Маклін Бітті (23.08.94), Ізабель Айра Ешлі Бітті (11.01.97) і Елла Корінн Бітті (08.04.00). Старша дочка Кетлін 2010 року зробила операцію зі зміни статі і взяла ім'я Стівен. Бенінг та Бітті були спустошені рішенням дочки, але пізніше, побачивши, що у чоловічому образі вона відчуває себе більш комфортно, змирилися.

## Фільмографія
| Рік  |    | Українська назва                  | Оригінальна назва                 | Роль                                                               |
| ---- | -- | --------------------------------- | --------------------------------- | ------------------------------------------------------------------ |
| 1987 | с  |                                   | Wiseguy                           | Карен Леланд (Епізод: "One on One")                                |
| 1987 | с  | Поліція Маямі                     | Miami Vice                        | Вікі (Епізод: «Red Tape»)                                          |
| 1988 | ф  | Добре на природі                  | The Great Outdoors                | Кейт Крейг                                                         |
| 1989 | ф  | Вальмон                           | Valmont                           | маркіза де Мертей                                                  |
| 1990 | ф  | Листівки з краю безодні           | Postcards from the Edge           | Евелін Еймс                                                        |
| 1990 | ф  | Кидали                            | The Grifters                      | Майра Ленгтрай                                                     |
| 1991 | ф  | Винен за підозрою                 | Guilty by Suspicion               | Рут Мерріл                                                         |
| 1991 | ф  | Дещо про Генрі                    | Regarding Henry                   | Сара Тернер                                                        |
| 1991 | ф  | Багсі                             | Bugsy                             | Вірджинія Гілл                                                     |
| 1994 | ф  | Любовна історія                   | Love Affair                       | Террі Маккей                                                       |
| 1995 | ф  | Річард III                        | Richard III                       | королева Єлизавета                                                 |
| 1995 | ф  | Американський президент           | The American President            | Сідні Еллен Вейд                                                   |
| 1996 | ф  | Марс атакує!                      | Mars Attacks!                     | Барбара Ленд                                                       |
| 1998 | ф  | Облога                            | The Siege                         | Елайз Крафт/Шерон Бріджер                                          |
| 1999 | ф  | Сновидіння                        | In Dreams                         | Клер Купер                                                         |
| 1999 | ф  | Краса по-американськи             | American Beauty                   | Керолайн Бернем                                                    |
| 2000 | ф  | З якої ти планети?                | What Planet Are You From?         | Сьюзен Андерсон                                                    |
| 2003 | ф  | Відкритий простір                 | Open Range                        | Сью Барлоу                                                         |
| 2004 | с  | Клан Сопрано                      | The Sopranos                      | у ролі самої себе (Епізод: «The Test Dream»)                       |
| 2004 | ф  | Бути Джулією                      | Being Julia                       | Джулія Ламберт                                                     |
| 2005 | тф | Місіс Гарріс                      | Mrs. Harris                       | Джин Гарріс                                                        |
| 2006 | ф  | На гострій грані                  | Running with Scissors             | Діедрі Берроуз                                                     |
| 2006 | с  | Суботнього вечора в прямому ефірі | Saturday Night Live               | у ролі самої себе (Епізод: «Annette Bening/Gwen Stefani and Akon») |
| 2008 | ф  | Жінки                             | The Women                         | Сільві Фаулер                                                      |
| 2009 | ф  | Мати та дитя                      | Mother and Child                  | Карен                                                              |
| 2010 | ф  | Дітки в порядку                   | The Kids Are All Right            | Прізвисько                                                         |
| 2012 | ф  | Рубі Спаркс                       | Ruby Sparks                       | Гертруда                                                           |
| 2012 | ф  | Джинджер і Роза                   | Ginger & Rosa                     | Мей Белла                                                          |
| 2013 | ф  | Обличчя любові                    | The Face of Love                  | Ніккі                                                              |
| 2013 | ф  | Імоджен                           | Girl Most Likely                  | Зельда                                                             |
| 2014 | ф  | Пошук                             | The Search                        | Хелен                                                              |
| 2015 | ф  | Денні Коллінз                     | Danny Collins                     | Мері Сінклер                                                       |
| 2016 | ф  | Жінки 20-го століття              | 20th Century Women                | Доротея Філдс                                                      |
| 2016 | ф  | Правила не застосовуються         | Rules Don't Apply                 | Люсі Мабрі                                                         |
| 2017 | ф  | Кінозірки не вмирають у Ліверпулі | Film Stars Don't Die in Liverpool | Глорія Грем                                                        |
| 2018 | ф  | Чайка                             | The Seagull                       | Ірина Аркадіна                                                     |
| 2018 | ф  | Життя, яке воно є                 | Life Itself                       | доктор Кейт Морріс                                                 |
| 2019 | ф  | Звіт про тортури                  | The Report                        | Даян Файнстайн                                                     |
| 2019 | ф  | Капітан Марвел                    | Captain Marvel                    | Абсолютний Інтелект/Мар-Велл/Венді Лоусон                          |
| 2019 | ф  | Джорджтаун                        | Georgetown                        | Аманда Брехт                                                       |
| 2019 | ф  | В полоні надії                    | Hope Gap                          | Грейс                                                              |
| 2022 | ф  | Смерть на Нілі                    | Death on the Nile                 | Євфемія                                                            |
| 2023 | ф  | Наяд                              | Nyad                              | Дайана Наяд                                                        |
| 2023 | ф  | Чистильник басейнів               | Poolman                           | Діана                                                              |
| 2024 | с  | Яблука ніколи не падають          | Apples Never Fall                 | Джой Ділейні (7 епізодів)                                          |
| 2026 | ф  | Наречена                          | The Bride                         |                                                                    |

## Нагороди та номінації
| Нагорода                       | Рік  | Категорія                                         | Фільм/Постановка                  | Результат |
| ------------------------------ | ---- | ------------------------------------------------- | --------------------------------- | --------- |
| Оскар                          | 1991 | Найкраща жіноча роль другого плану                | Кидали                            | Номінація |
| Оскар                          | 2000 | Найкраща жіноча роль                              | Краса по-американськи             | Номінація |
| Оскар                          | 2005 | Найкраща жіноча роль                              | Театр                             | Номінація |
| Оскар                          | 2011 | Найкраща жіноча роль                              | Дітки в порядку                   | Номінація |
| Оскар                          | 2024 | Найкраща жіноча роль                              | Наяд                              | Номінація |
| BAFTA                          | 1992 | Найкраща жіноча роль другого плану                | Кидали                            | Номінація |
| BAFTA                          | 2000 | Найкраща жіноча роль                              | Краса по-американськи             | Перемога  |
| BAFTA                          | 2011 | Найкраща жіноча роль                              | Дітки в порядку                   | Номінація |
| BAFTA                          | 2017 | Найкраща жіноча роль                              | Кінозірки не вмирають у Ліверпулі | Номінація |
| Золотий глобус                 | 1992 | Найкраща жіноча роль у драмі                      | Багсі                             | Номінація |
| Золотий глобус                 | 1996 | Найкраща жіноча роль у комедії або мюзиклі        | Американський президент           | Номінація |
| Золотий глобус                 | 2000 | Найкраща жіноча роль у драмі                      | Краса по-американськи             | Номінація |
| Золотий глобус                 | 2005 | Найкраща жіноча роль у комедії або мюзиклі        | Театр                             | Перемога  |
| Золотий глобус                 | 2007 | Найкраща жіноча роль у мінісеріалі або телефільмі | Місіс Гарріс                      | Номінація |
| Золотий глобус                 | 2007 | Найкраща жіноча роль у комедії або мюзиклі        | На гострій грані                  | Номінація |
| Золотий глобус                 | 2011 | Найкраща жіноча роль у комедії або мюзиклі        | Дітки в порядку                   | Перемога  |
| Золотий глобус                 | 2017 | Найкраща жіноча роль у комедії або мюзиклі        | Жінки 20-го століття              | Номінація |
| Золотий глобус                 | 2020 | Найкраща жіноча роль другого плану                | Звіт про тортури                  | Номінація |
| Золотий глобус                 | 2024 | Найкраща жіноча роль у драмі                      | Наяд                              | Номінація |
| Еммі                           | 2006 | Найкраща жіноча роль у мінісеріалі або телефільмі | Місіс Гарріс                      | Номінація |
| Премія Гільдії кіноакторів США | 2000 | Найкраща жіноча роль                              | Краса по-американськи             | Перемога  |
| Премія Гільдії кіноакторів США | 2005 | Найкраща жіноча роль                              | Театр                             | Номінація |
| Премія Гільдії кіноакторів США | 2007 | Найкраща жіноча роль у телефільмі або мінісеріалі | Місіс Гарріс                      | Номінація |
| Премія Гільдії кіноакторів США | 2011 | Найкраща жіноча роль                              | Дітки в порядку                   | Номінація |
| Премія Гільдії кіноакторів США | 2024 | Найкраща жіноча роль                              | Наяд                              | Номінація |
| Тоні                           | 1987 | Найкраща жіноча роль другого плану в п'єсі        | Coastal Disturbances              | Номінація |